# Joseph Ndo
Joseph Cyrille Ndo (Yaoundé, 28 aprile 1976) è un ex calciatore camerunese, di ruolo centrocampista.

## Carriera

### Nazionale
Ha partecipato al campionato del mondo 1998 e al campionato del mondo 2002.

## Palmarès

### Club

#### Competizioni nazionali
- Coppa d'Irlanda: 2

Sligo Rovers: 2010, 2011
- Campionato irlandese: 1

Sligo Rovers: 2012

### Nazionale
- Coppa d'Africa: 2

Ghana-Nigeria 2000, Mali 2002

### Individuale
- Giocatore dell'anno della PFAI: 1

2006